# Bracon lagosianus
Bracon lagosianus är en stekelart som beskrevs av Szepligeti 1913. Bracon lagosianus ingår i släktet Bracon och familjen bracksteklar. Inga underarter finns listade.